# Romance (litteratur)
 For alternative betydninger, se Romance. (Se også artikler, som begynder med Romance)
En romance er indenfor litteraturen en fortælling om romantisk kærlighed, gerne med tragisk slutning. 
Romancen voksede frem som en meget populær litterær genre ved det franske hof i det 12. århundrede. Hovedpersonerne i den klassiske romance er gerne en ung og fattig, men ædel ridder og en adelig kvinde, der er gift eller skal giftes med en anden.
I dag bruges betegnelsen generelt om historier med kærlighedstema, både i litteraturen og på film.

## Klassiske romancer
- Tristan og Isolde
- Lancelot og Guenevere
- Abelard og Héloïse
- Romeo og Julie

| Sprog og litteratur | Spire Denne artikel om litteratur er en spire som bør udbygges. Du er velkommen til at hjælpe Wikipedia ved at udvide den. |